# Onthophagus tenebrosus
Onthophagus tenebrosus là một loài bọ cánh cứng trong họ Bọ hung (Scarabaeidae).